# 台灣加油隊
台灣加油隊源自於澳洲球迷組織狂人團，當時狂人團在1997年美國網球公開賽為澳洲著名選手加油，後來果真讓拉夫特拿下那屆美網冠軍，後來在澳洲唸書的台灣人李昆霖，1999年，獲得「狂人團」的隊服：2000年雪梨奧運，李昆霖看到「狂人團」為澳洲加油的情況，他頗有感觸，便想創造一個仿效「狂人團」的台灣加油隊。2006年初起與楊蕙如共同發起成立台灣加油隊並擔任隊長，在世界各地號召球迷在運動場上為台灣運動選手加油，並四處發送中華民國國旗。

## 成員
台灣加油隊的年齡層，其成員年紀從20歲到70歲，他們來自各行各業，有國小教師、業務工程師、系統工程師，也有公務人員。

## 雅典奧運會
朱木炎和陳詩欣，他們分別獲得金牌，台灣加油團到雅典奧運現場不斷為他們加油鼓舞。

## 盧彥勳
2004年辛辛那提大師賽，李昆霖帶領十多名台灣留學生，他們開了二十多個小時的車程，來為盧彥勳加油，當時比賽進行時，場邊沒有多少觀眾，讓進行比賽的盧彥勳很受感動。